# Chondracanthus multituberculatus
Chondracanthus multituberculatus is een eenoogkreeftjessoort uit de familie van de Chondracanthidae. De wetenschappelijke naam van de soort is voor het eerst geldig gepubliceerd in 1956 door Markevich.